# Cantonul Axat
Cantonul Axat este un canton din arondismentul Limoux, departamentul Aude, regiunea Languedoc-Roussillon, Franța.

## Comune
- Artigues
- Axat (reședință)
- Bessède-de-Sault
- Le Bousquet
- Cailla
- Le Clat
- Counozouls
- Escouloubre
- Gincla
- Montfort-sur-Boulzane
- Puilaurens
- Roquefort-de-Sault
- Sainte-Colombe-sur-Guette
- Salvezines